# Raymond Barre
Raymond Barre (Saint-Denis, illa de la Reunió, 1924 – París, 2007) fou un economista i polític francès de centredreta que fou Primer Ministre de França entre 1976 i 1981.

## Biografia
Va néixer el 12 d'abril de 1924 a la ciutat de Saint-Denis, població situada al departament d'ultramar de l'illa de la Reunió. Va estudiar economia i ciències polítiques a La Sorbona, i posteriorment fou professor d'economia de l'Institut d'Estudis Polítics de París i des de 1963 catedràtic d'economia política de la facultat de dret de París.
President de diverses institucions culturals franceses i internacionals, va publicar nombrosos articles i alguns llibres de tema polític. Morí el 25 d'agost de 2007 a l'hospital militar de la ciutat de París a conseqüències de problemes coronaris.

## Activitat política

### Política europea
Membre de la Unió per a la Democràcia Francesa (UDF) entre 1959 i 1962 fou director del gabinet del Ministeri d'Indústria i Comerç. L'any 1967 fou nomenat Comissari Europeu de la Comissió Rey pel president Charles de Gaulle, obtenint el càrrec de Vicepresident i Comissari Europeu d'Assumptes Econòmics i Financers, càrrec aquest últim que també va desenvolupar en les Comissions Malfatti i Mansholt.

### Política nacional
Al seu retorn a la política francesa fou nomenat el gener de l'any 1976 Ministre de Comerç Exterior en el govern de Jacques Chirac. L'agost d'aquell mateix any fou nomenat per Valéry Giscard d'Estaing Primer Ministre de França en substitució de Jacques Chirac, ocupant així mateix la cartera d'Economia i Finances del govern. Va abandonar el Ministeri d'Economia el 1978, mantenint el càrrec de Primer Ministre fins a la derrota electoral de Giscard d'Estaing el 1981. Des del seu càrrec va desenvolupar una política econòmica d'austeritat.
Després de l'accés dels socialistes al poder entre 1981 i 1986, durant el període de 'cohabitació' de 1986-88, es mantingué al marge de l'acord de govern pres pels dos grans partits conservadors: RPR i UDF. Escollit membre de l'Assemblea Nacional francesa els anys 1988, 1993 i 1997, fou el candidat de la UDF a les presidencials franceses l'any 1988, quedant en tercera posició darrere el socialista François Mitterrand i el neo-gaullista Jacques Chirac. Fou alcalde de Lió entre 1995 i 2001, any en el qual renuncià a continuar en el càrrec.

## Obres publicades
- 1950: La Période dans l'analyse économique - une approche à l'étude du temps.
- 1959: Traité d'Économie Politique.
- 1958: Le Développement économique : Analyse et Politique.
- 1973: L'homme est un animal économique.
- 1981: Une politique pour l'avenir.
- 1983: Que sais-je ? La désinflation.
- 1984: Réflexions pour demain.
- 1987: Au tournant du siècle.
- 1988: Questions de confiance.
- 2000: Un goût de liberté.
- 2001: Entretiens.
- 2007: L'Expérience du pouvoir, conveses amb Jean Bothorel.